# Caritas Congo
Caritas Congo est une organisation à but non lucratif en République démocratique du Congo. Elle est l'organisation d'aide officielle de l'Église catholique en république démocratique du Congo, présente dans tout le pays.
L'organisation est membre de la confédération mondiale Caritas Internationalis et de la confédération régionale Caritas Africa.

## Historique et structure
Caritas Congo a été fondée en 1960 par la Conférence épiscopale nationale du Congo (CENCO) avec pour mission d'améliorer la vie des individus et des communautés dans leur ensemble, conformément à la Doctrine sociale de l'Église catholique. L'organisation a été enregistrée en 1964 et restructurée en 1993,,.
Caritas Congo se compose d'un bureau national, le Secrétariat exécutif, et agit comme une fédération de 48 bureaux diocésains répartis dans tout le pays. Ces organisations sont appelées « Caritas-Développement diocésaines ». Les 48 bureaux diocésains sont divisés en environ 1 500 Caritas paroissiales et plus de 10 000 cellules.

## Travail
Caritas Congo est active dans le domaine de l'aide humanitaire et des secours d'urgence, tout en fournissant des services médicaux et en mettant en œuvre des projets de développement communautaire. Le Secrétariat exécutif coordonne le travail des 48 organisations Caritas diocésaines et les représente. Il est également responsable du renforcement des capacités et du plaidoyer.
En 2023, Caritas Congo a soutenu 2,5 millions de personnes avec un budget de 20,3 millions de dollars américains. Les principaux domaines d'activité étaient les projets de prévention et de réponse aux urgences, les projets de promotion de la santé et les projets de promotion du développement durable.

## Littérature
- Caritas Congo asbl: Origines, étapes historiques, réalisations, défis et perspectives, Dr. Bruni Miteyo Nyenge, ICREDES, Kinshasa, Montréal, Washington[5]